# Bahía de Nuevitas
La bahía de Nuevitas es una bahía ubicada sobre la costa norte de Camagüey, Cuba, en su centro se encuentra los cayos Ballenatos. La bahía mide unos 22 km en sentido noreste - suroeste y 25 km en sentido sureste - noroeste, la ensenada abarca 42 km². La bahía posee un canal denominado Zanja de Gobierno y dos grandes lóbulos, el canal la comunica con la ensenada de Sabinal.
En la bahía de Nuevitas desembocan los ríos Rosalía, Mina, Saramaguacán y San Antonio. Sobre la costa norte se encuentra la ciudad de Nuevitas.
En 1997 se organiza un grupo de trabajo intergubernamental con el propósito de coordinar acciones y trabajar para revertir la contaminación de la bahía, producto del vertido de sustancias tóxicas. Para ello se encaró un plan para erradicar las principales industrias contaminantes en torno a la bahía. También se acordó trabajar sobre industrias ubicadas sobre la cuenca del río Saramaguacán.